# قلعه خرابه ازنا
قلعه خرابه ازنا مربوط به دوران پیش از تاریخ ایران باستان تا دوران‌های تاریخی پس از اسلام است و در ازنا، نزدیک پارک شهید بهشتی واقع شده و این اثر در تاریخ ۵ آذر ۱۳۸۰ با شمارهٔ ثبت ۴۳۸۵ به‌عنوان یکی از آثار ملی ایران به ثبت رسیده است.